# Aire d'attraction de Montmirail
 (août 2021).
L'aire d'attraction de Montmirail est une aire d'attraction du Grand Est, centrée sur la ville de Montmirail.
Elle est un zonage d'étude défini par l'Insee pour caractériser l'influence de la commune de Montmirail sur les communes environnantes. Publiée en octobre 2020, elle se substitue à l'aire urbaine de Montmirail, dont le dernier zonage remontait à 2010.

## Définition
L’aire d'attraction d'une ville est composée d'un pôle, défini à partir de critères de population et d’emploi ainsi que d’une couronne constituée des communes dont au moins 15 % des actifs travaillent dans le pôle. Le pôle d’attraction constitue ainsi un point de convergence des déplacements domicile-travail,.

## Type et composition
L'aire de Montmirail est essentiellement une aire départementale qui comporte 19 communes, mais elle est également une aire interrégionale, car la commune axonaise de la région des Hauts-de-France, Pargny-la-Dhuys, est incluse dans son aire d'attraction. Montmirail en est la commune-centre.
Elle est catégorisée dans les aires de moins de 50 000 habitants, une catégorie qui regroupe 15,9 % de la population du Grand Est et 12,2 % au niveau national.

### Carte

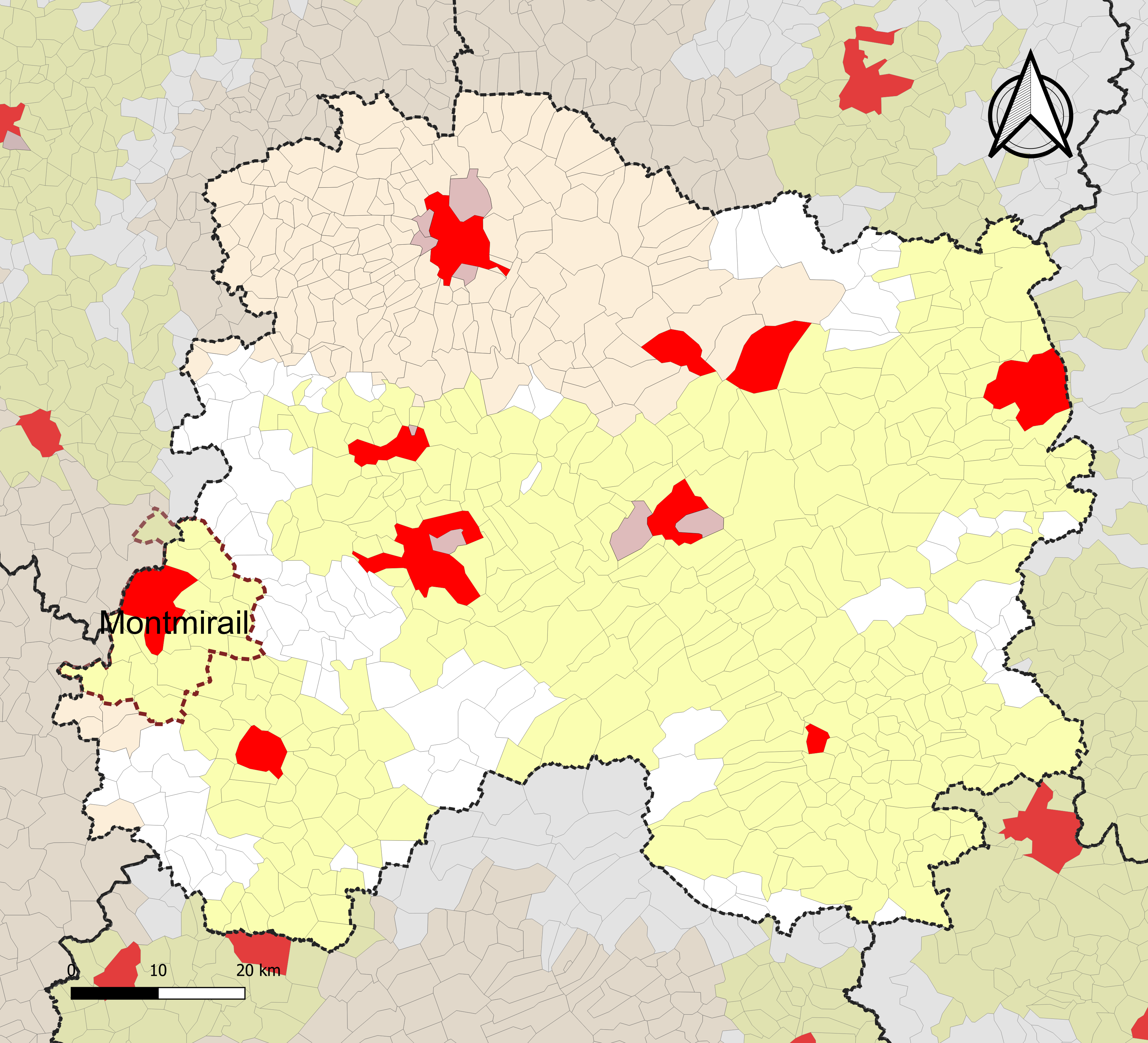
Carte de localisation l'aire d'attraction de Montmirail dans le département de la Marne.

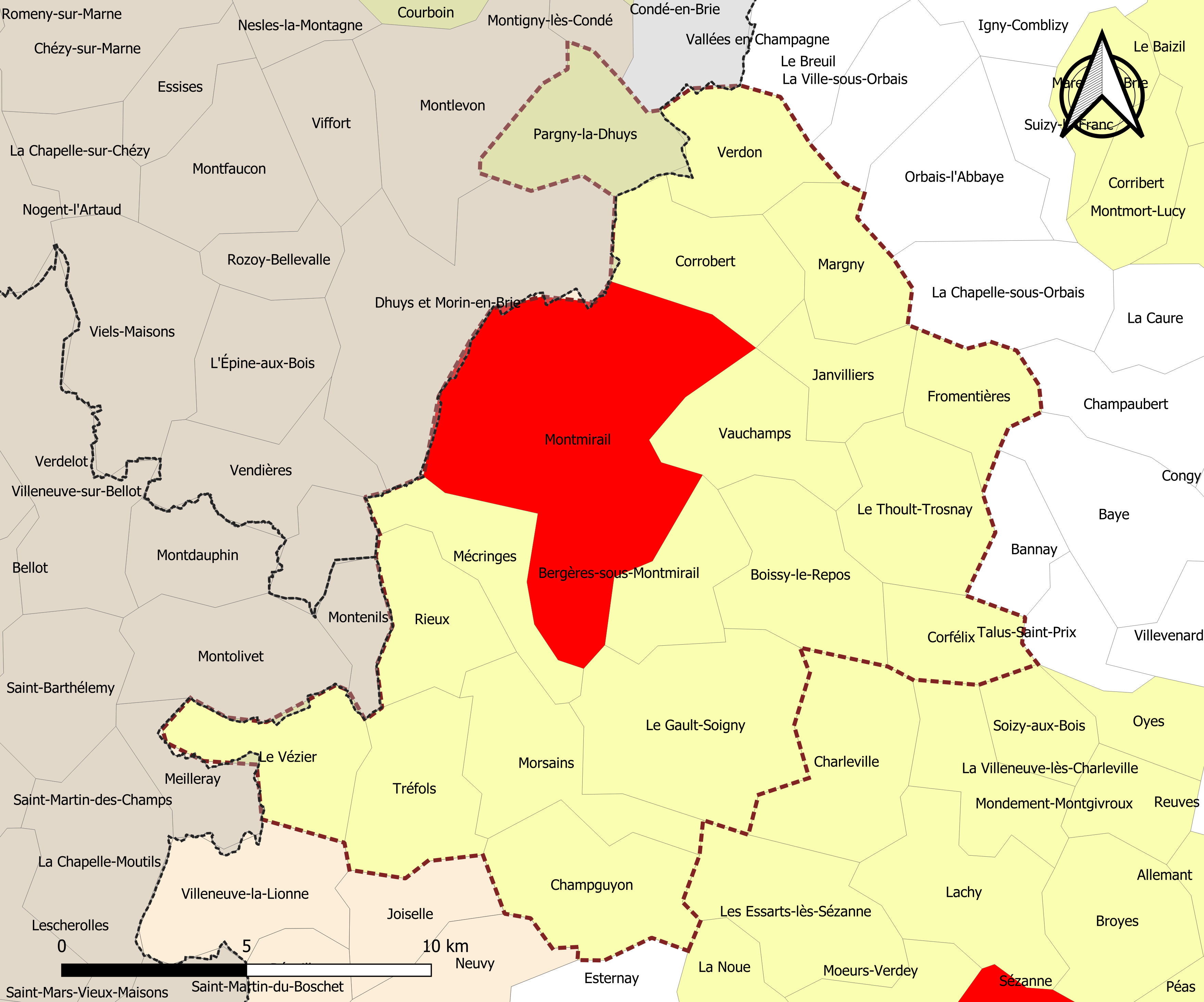
Carte de l'aire d'attraction de Montmirail.
Commune-centre
Commune du pôle principal
Commune de la couronne

### Composition communale
Les 19 communes de l'aire attractive de Montmirail et leur population municipale en 2022 : 
| Nom                         | Code Insee | Département | Statut                 | Superficie (km2) | Population (dernière pop. légale) | Densité (hab./km2) | Modifier                                    |
| --------------------------- | ---------- | ----------- | ---------------------- | ---------------- | --------------------------------- | ------------------ | ------------------------------------------- |
| Montmirail (commune-centre) | 51380      | Marne       | commune-centre         | 48,82            | 3 551 (2022)                      | 73                 | modifier les données · modifier les données |
| Pargny-la-Dhuys             | 02590      | Aisne       | commune de la couronne | 12,66            | 172 (2022)                        | 14                 | modifier les données · modifier les données |
| Bergères-sous-Montmirail    | 51050      | Marne       | commune de la couronne | 10,52            | 145 (2022)                        | 14                 | modifier les données · modifier les données |
| Boissy-le-Repos             | 51070      | Marne       | commune de la couronne | 15,30            | 233 (2022)                        | 15                 | modifier les données · modifier les données |
| Champguyon                  | 51116      | Marne       | commune de la couronne | 16,63            | 296 (2022)                        | 18                 | modifier les données · modifier les données |
| Corfélix                    | 51170      | Marne       | commune de la couronne | 8,27             | 109 (2022)                        | 13                 | modifier les données · modifier les données |
| Corrobert                   | 51175      | Marne       | commune de la couronne | 14,26            | 208 (2022)                        | 15                 | modifier les données · modifier les données |
| Fromentières                | 51263      | Marne       | commune de la couronne | 8,88             | 379 (2022)                        | 43                 | modifier les données · modifier les données |
| Le Gault-Soigny             | 51264      | Marne       | commune de la couronne | 26,09            | 503 (2022)                        | 19                 | modifier les données · modifier les données |
| Janvilliers                 | 51304      | Marne       | commune de la couronne | 8,74             | 159 (2022)                        | 18                 | modifier les données · modifier les données |
| Margny                      | 51350      | Marne       | commune de la couronne | 10,53            | 123 (2022)                        | 12                 | modifier les données · modifier les données |
| Mécringes                   | 51359      | Marne       | commune de la couronne | 10,68            | 208 (2022)                        | 19                 | modifier les données · modifier les données |
| Morsains                    | 51386      | Marne       | commune de la couronne | 14,33            | 149 (2022)                        | 10                 | modifier les données · modifier les données |
| Rieux                       | 51460      | Marne       | commune de la couronne | 11,56            | 194 (2022)                        | 17                 | modifier les données · modifier les données |
| Le Thoult-Trosnay           | 51570      | Marne       | commune de la couronne | 14,89            | 105 (2022)                        | 7,1                | modifier les données · modifier les données |
| Tréfols                     | 51579      | Marne       | commune de la couronne | 14,39            | 174 (2022)                        | 12                 | modifier les données · modifier les données |
| Vauchamps                   | 51596      | Marne       | commune de la couronne | 12,88            | 341 (2022)                        | 26                 | modifier les données · modifier les données |
| Verdon                      | 51607      | Marne       | commune de la couronne | 11,39            | 198 (2022)                        | 17                 | modifier les données · modifier les données |
| Le Vézier                   | 51618      | Marne       | commune de la couronne | 12,39            | 184 (2022)                        | 15                 | modifier les données · modifier les données |